# Euploea privata
Euploea privata är en fjärilsart som beskrevs av Hans Fruhstorfer 1910. Euploea privata ingår i släktet Euploea och familjen praktfjärilar. Inga underarter finns listade i Catalogue of Life.